# Codrul secular Runc

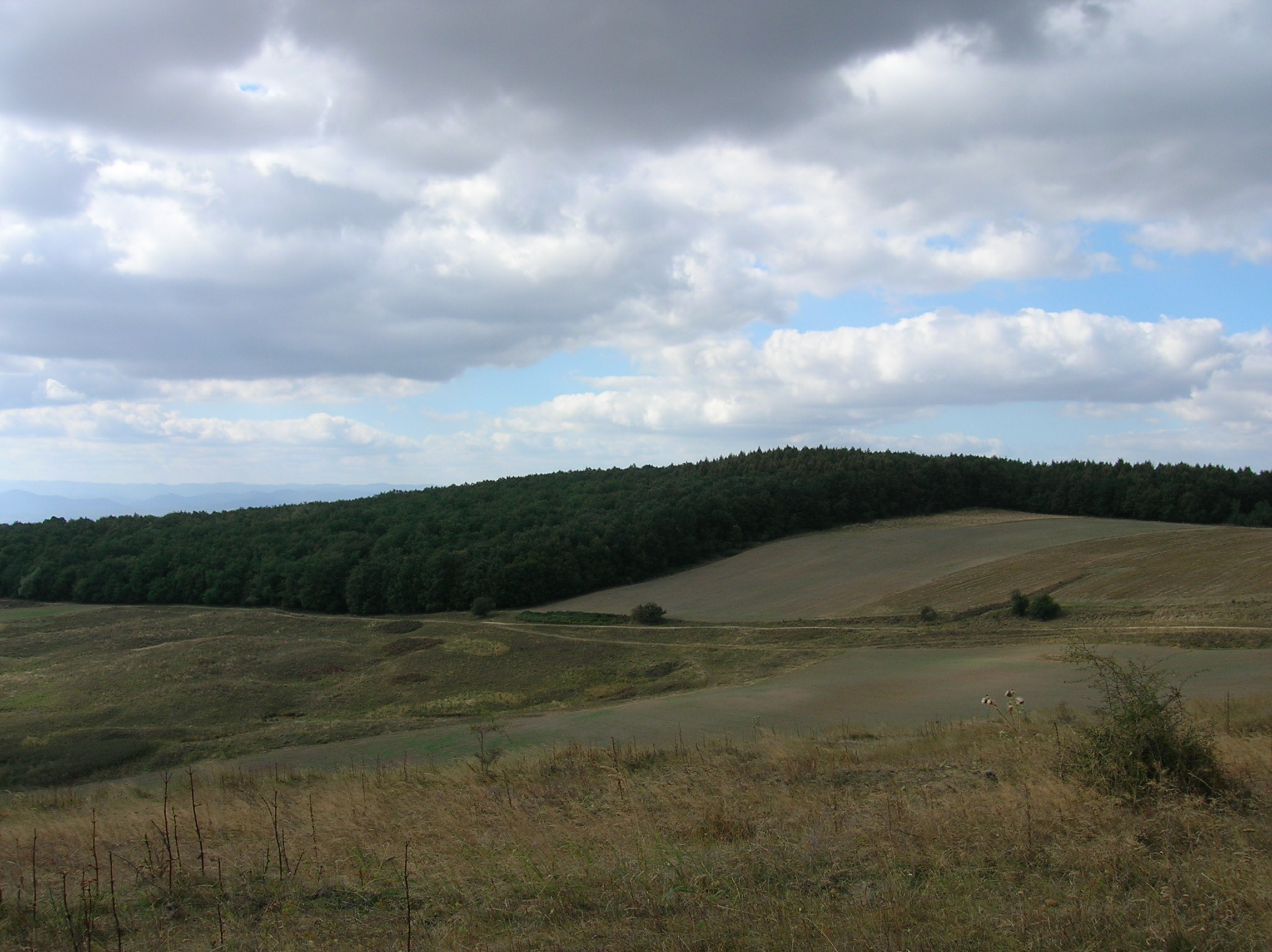
Perspectivă asupra Pădurii Runc, dinspre culme

Codrul secular Runc este o arie protejată de interes național ce corespunde categoriei a IV-a IUCN (rezervație naturală de tip forestier) situată în județul Neamț pe Dealul Runc, pe teritoriul administrativ al comunei Bahna.

## Localizare și acces
Aria naturală cu o suprafață de 57,6 hectare se află la limita sudică a județului Neamț cu județul Bacău, în partea vestică a satului Izvoare.
Accesul se face pe DJ156H Buhuși DN15 - Runcu.

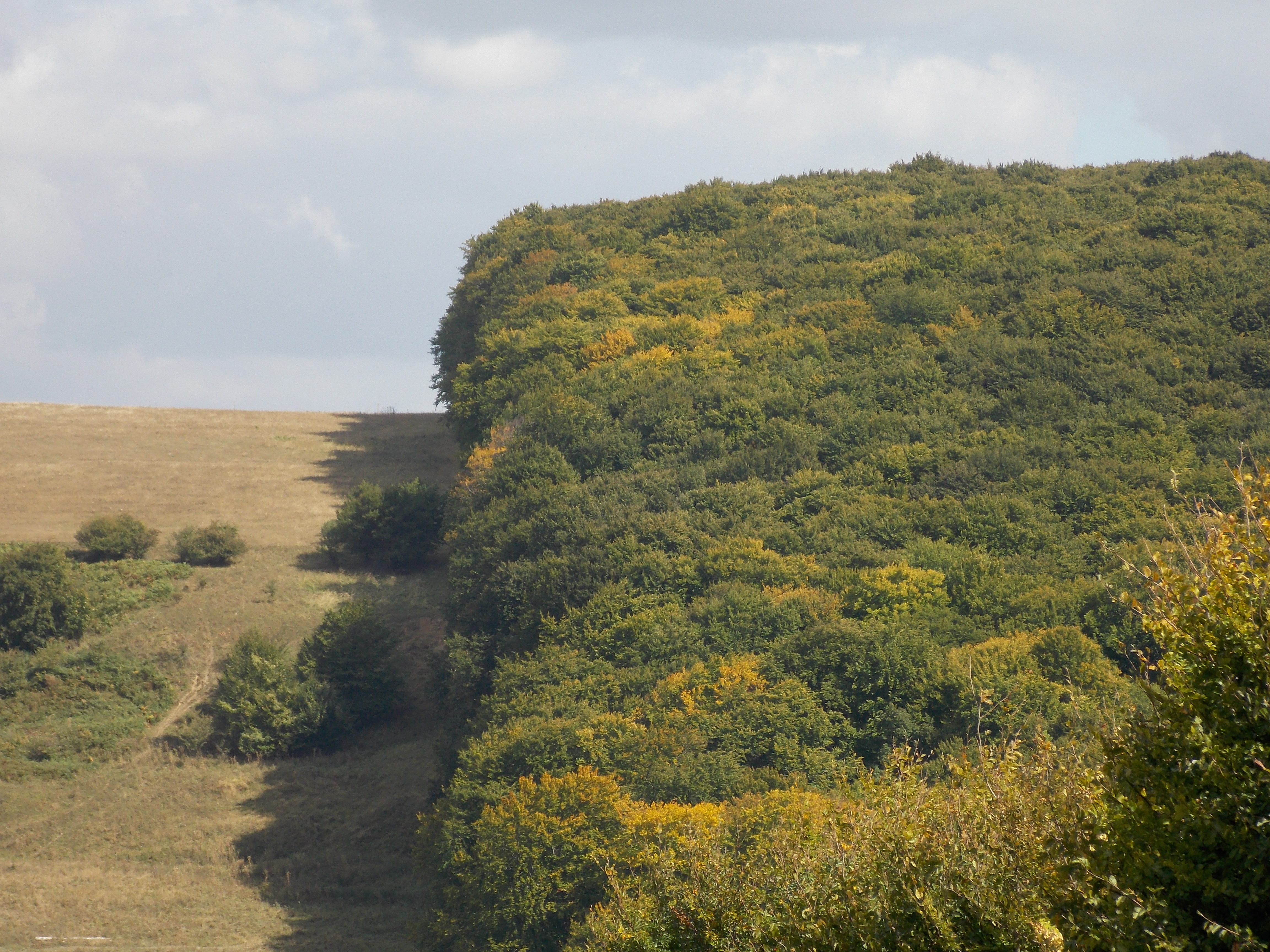
Pe culme este granița dintre județele Bacău și Neamț

## Descriere
Rezervația naturală a fost declarată arie protejată prin Hotărârea de Guvern nr.2151 din 30 noiembrie 2004 (privind instituirea regimului de arie naturală protejată pentru noi zone) și reprezintă o zonă împădurită cu rol de protecție pentru specii arboricole de fag (Fagus sylvatica), cu vârste de peste 150 de ani.

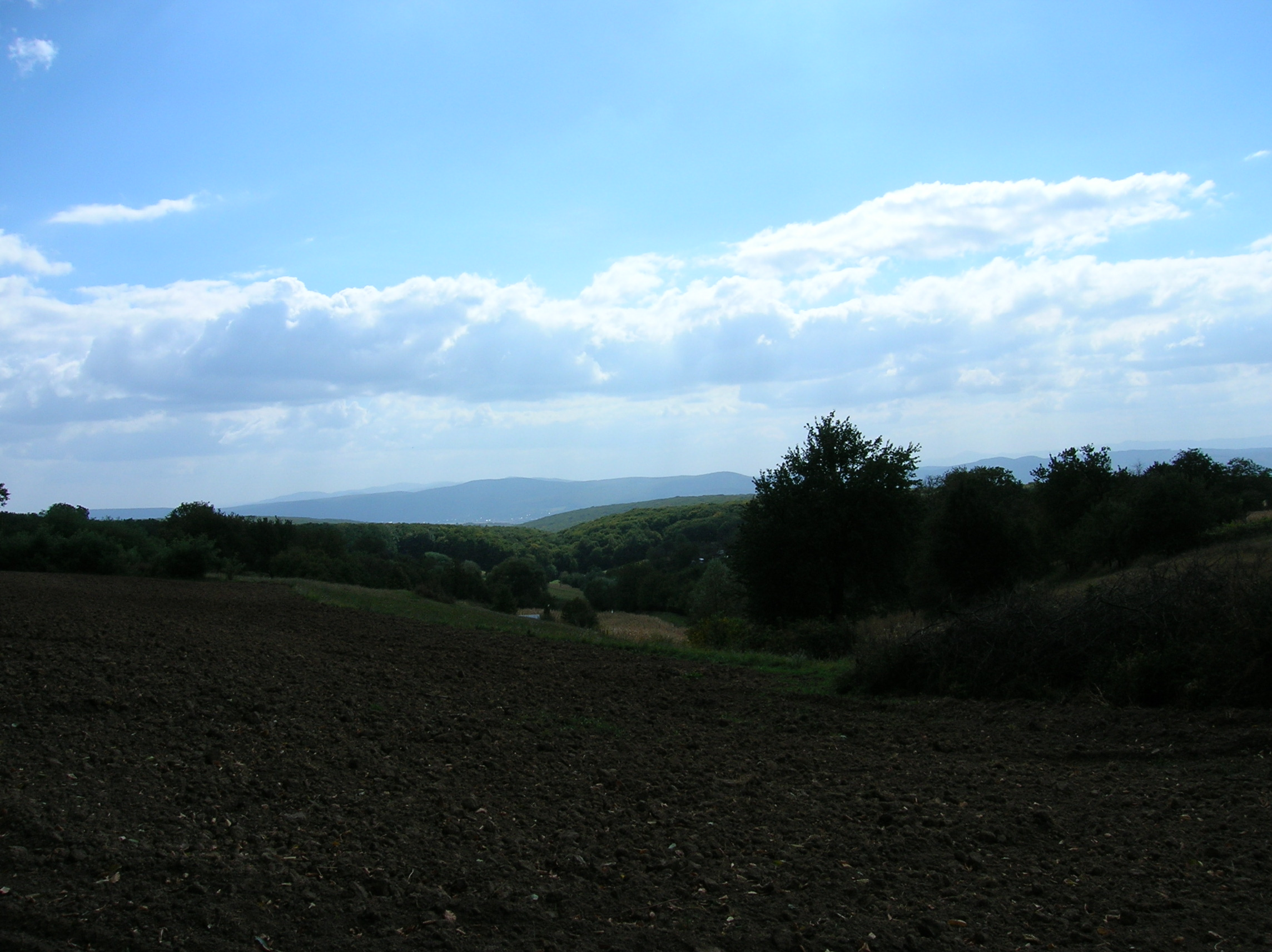
Cu obiectivul spre satul Runc, Bacău și valea Bistriței. În zare se află Munții Tarcău

## Vezi și

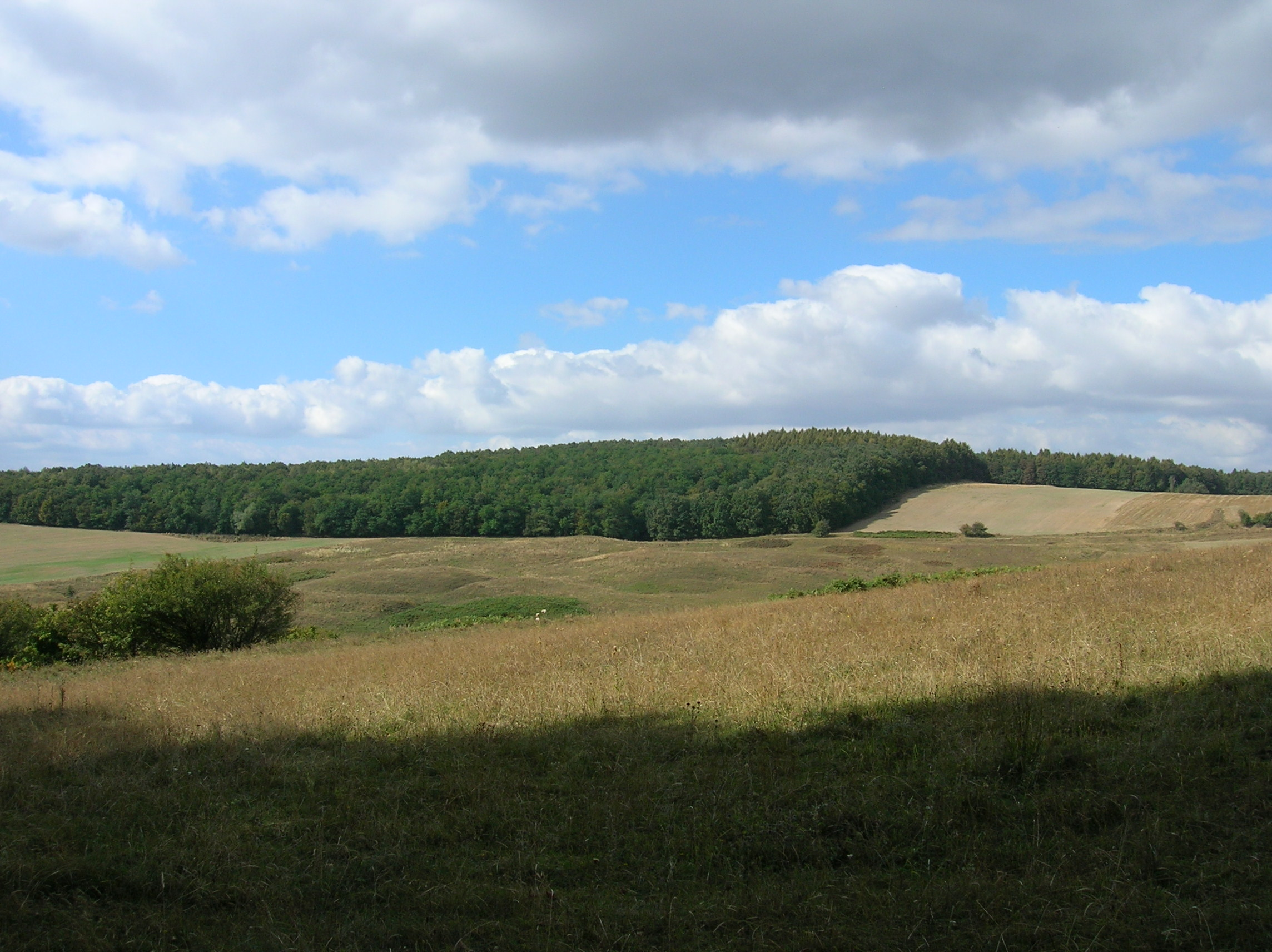
Porțiune din Pădurea Runc

## Oportunități turistice de vecinătate
- Mănăstirea Ciolpani
- Mănăstirea Runc